# Guoxue
Guoxue (chinois 国学, littéralement « savoir du pays ») est l'expression utilisée en chinois pour désigner les connaissances qui traitent de la culture nationale.
Ces « études nationales » étaient délivrées dans les écoles traditionnelles, avec pour objectif le passage des examens impériaux et l'obtention du statut de lettré. La culture traditionnelle ainsi acquise était écrite entièrement en chinois classique.
Les études permettant l'acquisition de cette culture traditionnelle se divisaient en plusieurs catégories, correspondant chacune à une catégorie d'ouvrages, utilisées dans les bibliothèques pour classer les livres.

## Xiaoxue
La première partie des études était appelée « étude primaire (zh) » (xiaoxue) et consistait pour l'essentiel à mémoriser les caractères. Les principaux ouvrages utilisées  cet effet étaient les dictionnaires, ainsi que les encyclopédies.
Le plus ancien est le Er ya, datant des premiers siècles avant notre ère et devenu par la suite l'un des Treize Classiques. Un autre dictionnaire ancien est le Shuowen Jiezi (100 apr. J.-C.) de Xu Shen, le premier à utiliser une classification par clés. Les Sortes de sons de Li Deng (dynastie des Wei, 220-265), dictionnaire perdu, est le premier a utiliser une classification s'appuyant sur la prononciation. Le Yu bian de Gu Yewang, au vie siècle donne lui aussi la prononciation, ainsi que le sens et la manière d'écrire les caractères. Parmi les dictionnaires utilisés comme dictionnaire de rimes, le Guang yun de Sun Mian donne la prononciation en vigueur sous les Tang et en usage pour les rimes dans la poésie régulière et aux examens. La Prononciation correcte de l'ère Hongwu (1375), édité par Song Lian, donne la prononciation du Nord, officielle sous les Yuan et les Ming. Le Dictionnaire de l'empereur Kangxi donne à la fois la prononciation du Nord et les rimes des Tang.
À ces dictionnaires s'ajoutent d'autres ouvrages de références, les encyclopédies, telles l'Encyclopédie relue par l'empereur de l'ère Taiping (Taiping yulan, 983) de Li Fang (en), l'Encyclopédie de l'empereur Yongle (Yongle Dadian, 1407) ou l'Encyclopédie illustrée ancienne et contemporaine (Gujin tushu jicheng, 1726).

## Les quatre catégories
Outre le xiaoxue, les études étaient de quatre sortes, chacune correspondant à une catégorie d'ouvrages. Ce sont l'étude des Classiques (jing xue), l'étude de l'histoire (shi xue), l'étude des philosophes (zi xue) et celle des recueils littéraires (ji xue). Les quatre catégories correspondantes utilisées pour classer les ouvrages dans les bibliothèques et les bibliographies sont donc celles des Classiques (jing bu), de l'histoire (shi bu), des philosophes (zi bu) et des recueils littéraires (ji bu). Ce classement en quatre catégories (sibu), institué par le bibliographe Xun Mao au ive siècle était déjà celui de la bibliothèque impériale des Cao-Wei et des Jin occidentaux.
Les Classiques

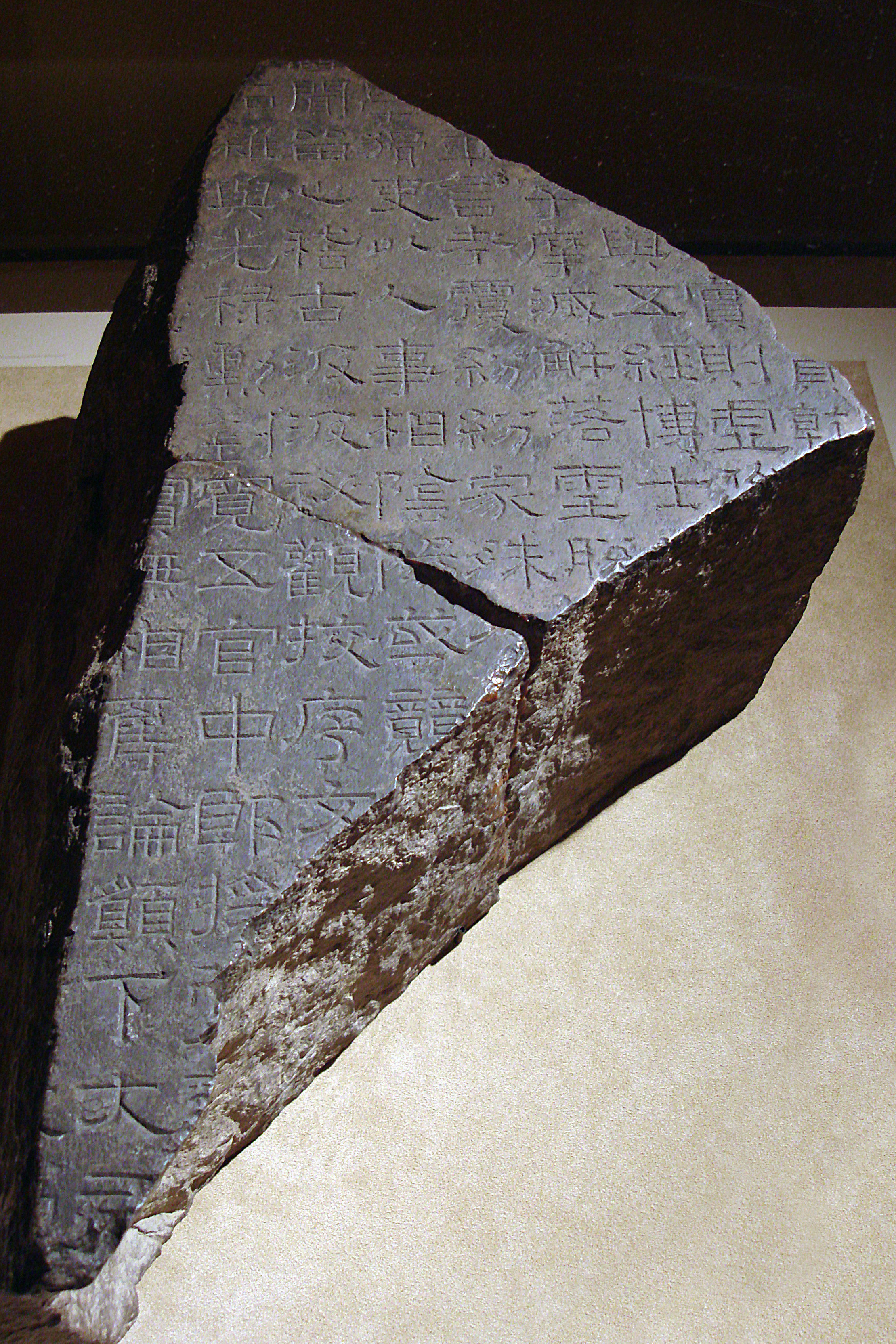
Fragment des Six Classiques en pierre de Xiping, gravés en 175 apr. J.-C.

Les Classiques (jing) sont les ouvrages considérés comme orthodoxes du point de vue du confucianisme. Ils datent pour la plupart de la dynastie de Zhou (1046 à 256 av. J.-C.) et furent rédigés en chinois classique. De cinq ou six sous les Han (le Classique des documents (Shu jing), le Classique des vers (Shi jing), le Classique des mutations (Yi jing), les Annales du royaume de Lu (Chun giu), le Classique des rites (Li jing), et le Classique de la musique (Yue jing)), les Classiques sont successivement devenus treize sous les Song (le Classique des documents, le Classique des vers, le Classique des mutations, le Zhouli (ou Rites des Zhou), le Yili et le Liji, ainsi que les trois commentaires des Annales du royaume de Lu, le Commentaire de Zuo, le Commentaire de Gongyang (en) et le Commentaire de Guliang (en), et les Entretiens de Confucius, le Livre de la piété filiale, le Mengzi et le Er ya).
L'interprétation de ces Classiques par les philosophes à partir des xie et xiie siècles a donné naissance au néoconfucianisme. Le plus important des philosophes néoconfucianistes, Zhu Xi (1130-1200), est aussi celui qui a sélectionné les « Quatre Livres » servant de base à l'enseignement : les Entretiens de Confucius, le Meng zi, la Grande Étude et le Juste Milieu.
Les ouvrages historiques
Dans la deuxième catégorie d'ouvrages constituant le « savoir du pays » se trouvent ceux relatifs à l'histoire (shi). Ils sont issus des annales écrites dans chacun des royaumes de l'Antiquité. De ces annales ne nous sont connues que les Annales du royaume de Lu, attribuées à Confucius et donc devenues un Classique. Les Annales de Lu ont donné lieu à plusieurs commentaires dont le Commentaire de Zuo, qui, davantage qu'un commentaire, est à la fois livre d'histoire et œuvre littéraire, attribué à Zuo Qiuming. De l'Antiquité datent aussi le Discours des royaumes, lui aussi de Zuo Qiuming, et la Politique des Royaumes combattants (Zhan Guo Ce), de Liu Xiang.
L'ouvrage majeur du genre, qui est aussi un chef-d'œuvre de la littérature, est les Mémoires historiques (Shiji) de Sima Qian, aux alentours de 100 av. J.-C. Il a servi de modèle aux annales historiques officielles, écrites sous chaque dynastie et relatant les événements de la dynastie précédente : ce sont les Vingt-Quatre Histoires, et la vingt-cinquième, Ébauche d'une histoire des Qing, inachevée. L'histoire en Chine est considérée dès l'origine comme ayant un rôle éducatif, illustrant par les faits la pertinence des vertus confucéennes. Ne pas respecter les qualités morales confucéennes (ren, fidélité ; yi, rectitude ; zhong, désintéressement) et les rites (li) est à la source de désordres. Dès l'Antiquité, l'histoire est conçue comme un miroir dans lequel il possible de voir le présent, et le mot se trouve dans le titre de nombreux ouvrages historiques au fil des siècles, tel le Miroir pour comprendre et pour aider à gouverner (Zizhi Tongjian) de Sima Guang (xie siècle). Les notions de karma et de rétribution du bouddhisme ne feront que renforcer le rôle moral joué par l'histoire.
Les œuvres des « Maîtres »
La troisième catégorie d'ouvrages regroupe les œuvres des penseurs, ou « maîtres » (zi), qui ne font pas partie des Classiques car elles ne sont pas considérées comme ayant leur universalité. On y trouve toutes sortes d'ouvrages, qui n'ont pour beaucoup pas de rapport avec la littérature, répartis traditionnellement en « dix écoles » (confucianiste, taoïste, mohiste, légiste, des noms, des relations entre royaumes, sur le yin et le yang, des agronomes, des ouvrages de synthèse, des ouvrages divers), ou « neuf courants » (les mêmes que les dix écoles, sauf la dernière). Dans cette catégorie se trouvent tous les philosophes, à l'exception de Confucius et de Mencius, des ouvrages encyclopédiques telles les Annales de Lu de Lü Buwei, des livres techniques tels la Méthode stratégique de maître Sun, ouvrage de stratégie, ou le Classique interne de l'empereur Jaune, livre de médecine. Le taoïsme est essentiellement représenté par le Zhuangzi et le Liezi, le mohisme par le Mo Zi, attribué au philosophe du même nom, le légisme par le Han Fei Zi, attribué à Han Fei.
Les recueils littéraires
Une quatrième catégories d'ouvrages est constituée de recueils où l'on trouve la plus grande partie de la littérature, excepté le roman et le théâtre. Ces recueils couvrent tous les genres : poésie, lettres, récits, essais, etc., et regroupent les textes d'un auteur, d'une école, d'une région…